# Алексєєв Іван Ілліч
Іван Ілліч Алексєєв (рос. Иван Ильич Алексеев; «Кум», «Дядя Ваня»  нар. 24 березня 1870, Брянськ, Орловська губернія — пом. 1 жовтня 1944, Луганськ) — депутат Луганської міської думи та міської ради (1917—1944), нарком продовольства Донецько-Криворізької Республіки (1918), Голова Луганської міської Ради (1925—1926).
Впродовж 27 років безперервно був депутатом одного й того ж органу місцевого самоврядування.

## Біографія
Народився 24 березня 1870 в сім'ї робітника-столяра в Брянську Орловської губернії. З 17 років працював в дерев'яній майстерні Брянського Арсеналу, потім на заводі Бежица. В 1898 за організацію страйку був арештований і потім адміністративно висланий з Орловської губернії.
З 1899 працював в Луганську, слюсарем на патронному заводі, з 1904 на паровозобудівному заводі Гартмана, де організував першу профспілку. Зблизився з К.Ворошиловим, в період Першої російської революції 1905—1907 — активний страйкар. Більшовик з 21 березня 1917 року, був обраний до складу Луганського Ради робітничих депутатів, очолював продовольчий комітет.
У квітні 1917 на общезаводской конференції обрано членом першого ради робітничого контролю, в серпні — депутатом Луганської міської Думи (№ 6 у партсписку більшовиків). Луганський окружний комісар продовольчих справ.
У березні-квітні 1918 року — нарком продовольства Донецько-Криворізької Республіки. Брав участь у поході 5 Армії до Царицина, потім повернувся до Луганська.
29 червня 1918 року затриманий Державною вартою.
У ніч на 6 листопада 1918 був заарештований контррозвідкою Білої армії і до січня 1919 перебував у в'язниці. Після заняття Луганська Червоною армією 21 січня 1919 був введений до складу Військово-революційного комітету, займався продовольчим постачанням підприємств міста. У квітні-травні 1919 учасник Луганській Оборони від військ Денікіна. Після відступу Червоної армії з України працював у відділі військових заготовок в Тамбові. Після остаточного звільнення Донбасу перебував на різних відповідальних посадах в Луганську: контролер інспекції СНХ Донецької губернської РСІ (січень-листопад 1920 року); член правління Луганського райспоживспілки (грудень 1920—1923); організатор і перший директор Луганської філії Всеукраїнського кооперативного «Украінабанка» (червень 1923 — жовтень 1925). З жовтня 1925 по червень 1926 — Голова Луганської міської Ради. З липня 1926 — голова правління Луганського міського банку, з березня 1928 — співробітник «Укрпайбуд», з червня 1930 року — директор будівельного технікуму.
Влітку 1932 по хворобі вийшов на персональну пенсію. В період Великої Вітчизняної війни з січня 1942 по червень 1944 перебував в евакуації в р Фрунзе. Помер 1 жовтня 1944 року в Луганську. Беззмінний депутат Луганської Ради з 1917 до кінця життя, найстаріший з наркомів ДКР. Як заслужений діяч і революціонер, був похований в Сквері Революції в центрі міста, його ім'ям названі вулиця і квартал.

## Сім'я
Дружина — Віра Панасівна (1891?−1970).
Сини Іван і Борис — інженери, дочка Анна — хімік, після закінчення навчання залишилися жити і працювати в Харкові. Молодша дочка Муза (1918 р.н.) — Відома луганська журналістка.